# Guerra peruano-equatoriana
La guerra Equador-Perú és un conflicte armat entre aquestes dues repúbliques que tingué lloc entre 1941 i 1942. El conflicte fou conseqüència de les llargues disputes fronteres entre ambdós països, que només han quedat resoltes finalment el 1998, amb la signatura d'un tractat de pau definitiu i un acord de delimitació.

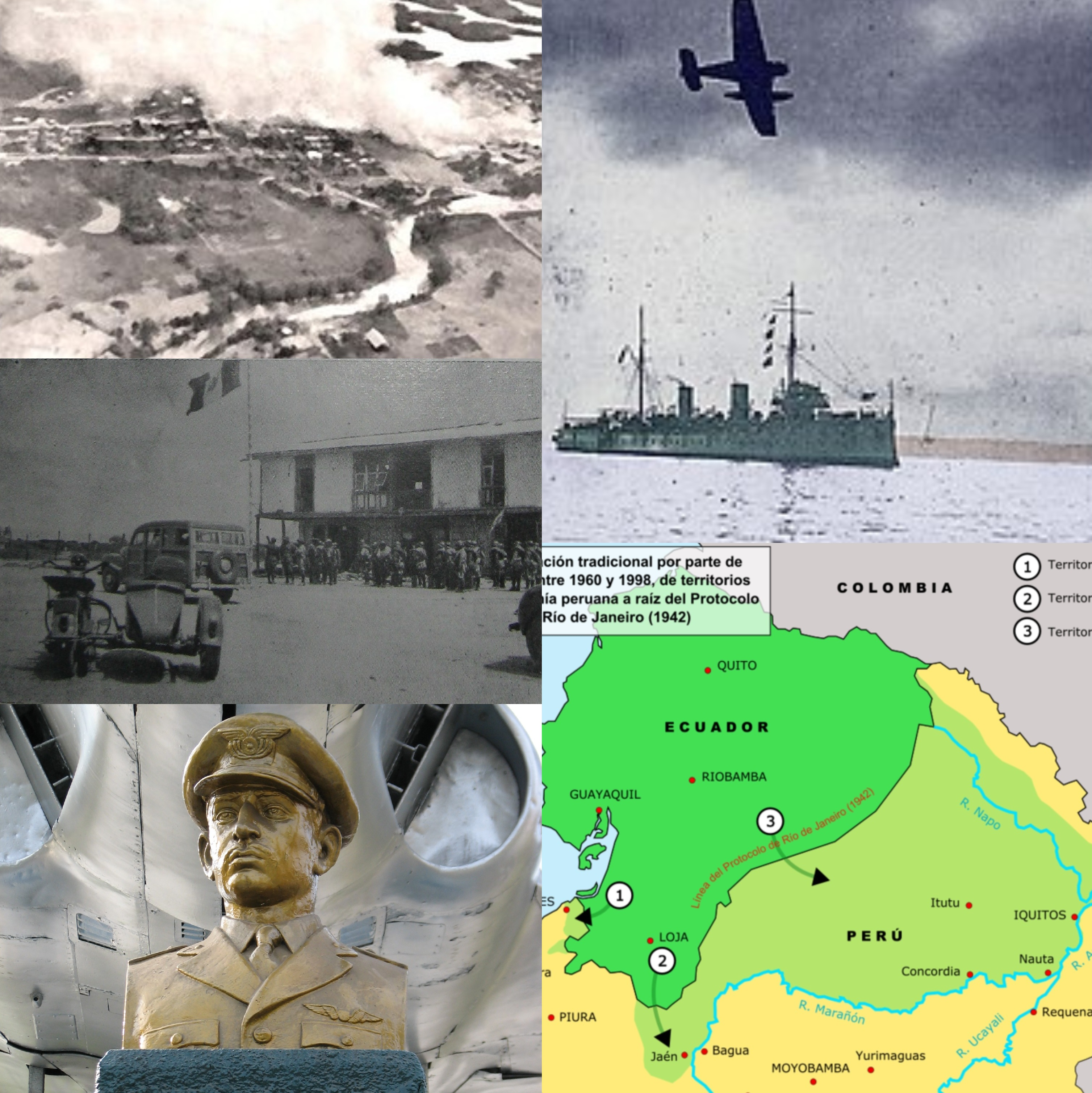
Collage de la Guerra Peruano-Ecuatoriana

## Orígens del conflicte
En accedir a la independència, les noves repúbliques sud-americanes van fixar les seves fronteres d'acord amb les demarcacions colonials espanyoles de les quals provenien. Segons el principi jurídic d'uti possidetis («allò que posseïeu»), el referent serien les fronteres de les administracions colonials tal com estaven el 1810. Tanmateix, a l'Amazònia la presència colonial espanyola va ser merament testimonial, i això s'unia al fet que la geografia de la regió era en gran part desconeguda i que les lleis que fixaven la demarcació d'aquests territoris donarien lloc a interpretacions ad hoc per a cada república interessada a posseir-los.
En aquestes condicions, les naixents repúbliques es van veure davant d'uns territoris fronterers la demarcació dels quals interpretaren de formes diverses i que a la pràctica mai van arribar a ocupar per trobar-se en regions remotes. Això generà un estat en el qual tant el Perú, com la Gran Colòmbia i posteriorment l'Equador, competiren per assegurar els seus drets a la regió i dugué a constants tensions, sovint solucionades per les armes. En aquest procés d'afirmació "amazònica" el Perú i Colòmbia acabarien veient assolides amb considerable èxit les seves aspiracions nacionals, mentre que l'Equador veuria trencats els seus desigs d'una sortida a l'Amazones.
En concret, els raonaments del Perú i l'Equador per a les seves ambicions sobre el territori amazònic han estat els següents:
- Per al Perú, els límits que li corresponien eren els quals tenia el Virregnat del Perú el 1810, els quals van ser establerts per la Reial Cèdula de 1802. Amb aquesta llei reial, la corona espanyola va tornar la província de Maynas al virregnat del Perú i, per tant, el territori del Perú hauria d'incloure tota la part selvàtica, deixant la frontera equatoriana poc més enllà de la serralada oriental dels Andes.
- L'Equador argumentava que el 1810 el seu territori arribava fins al riu Amazones, a la població d'Iquitos, i la seva frontera amb el Perú era el riu Marañón. Per a això es basava en els límits de la Reial Audiència de Quito, que va ser creada el 1563. Per a l'Equador, les Audiències eren les cèl·lules bàsiques des de les quals havien de sorgir els nous estats americans. Per a l'Equador la Reial Cèdula de 1802 no es va complir ni s'havia d'haver complert.

### La Gran Colòmbia i la delimitació Pedemonte-Mosquera

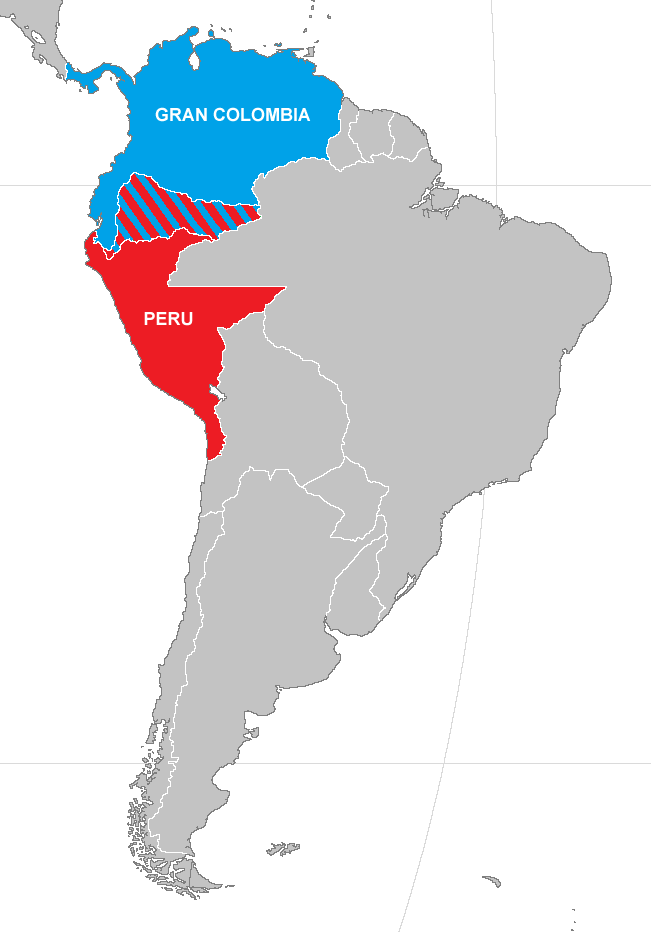
Territori en disputa entre Gran Colombia i Peru

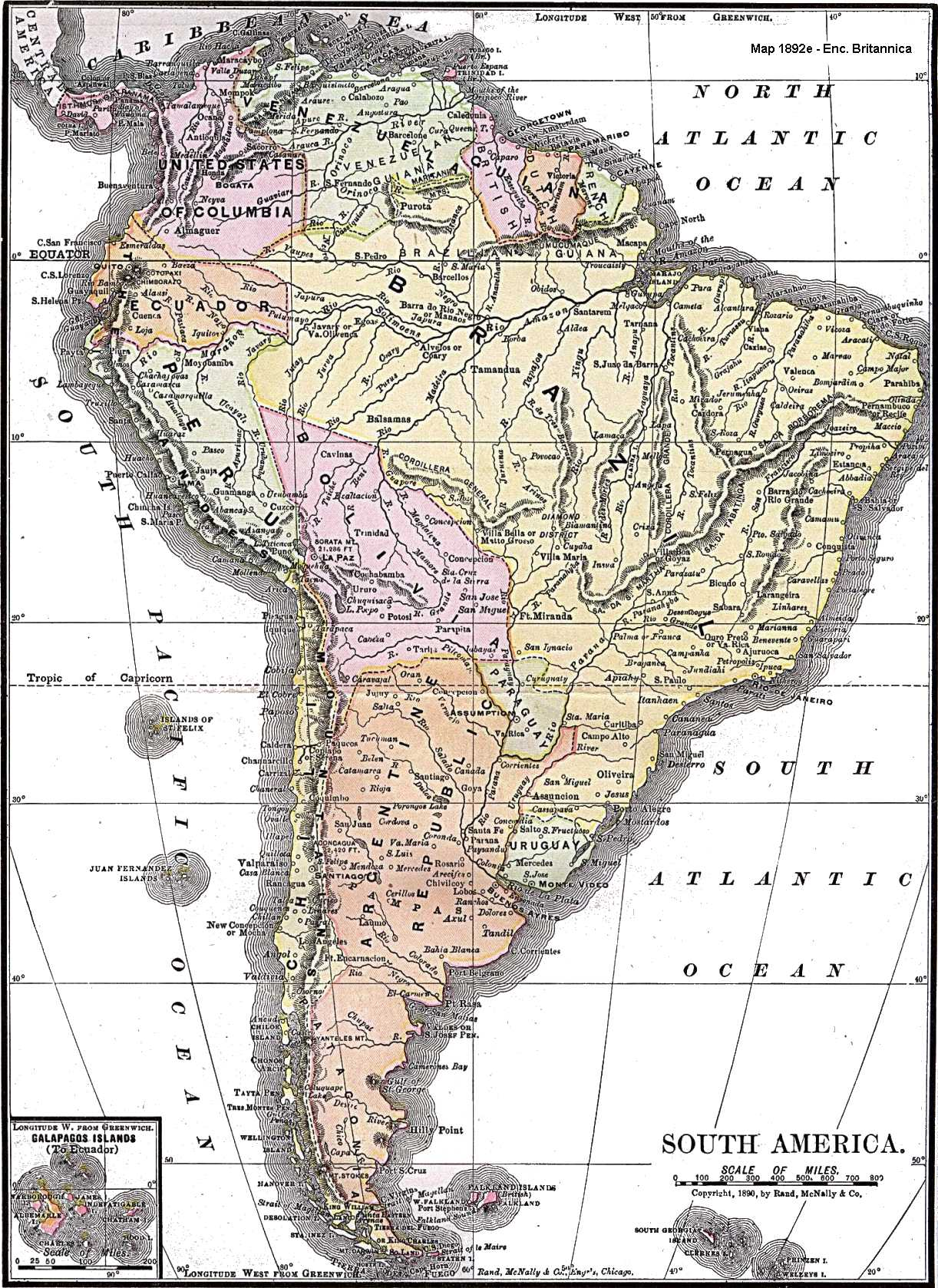
Mapa de Sud-amèrica de 1892. S'hi pot observar l'extensió de territori amazònic sota sobirania equatoriana.

Els conflictes entre la Gran Colòmbia i el Perú per al control del «Departamento del Sur» (l'actual Equador) van culminar en la batalla de Tarqui (27 de febrer de 1829), on el Perú fou clarament derrotat per l'exèrcit grancolombià. Posteriorment, el 22 de setembre de 1829 es signà a Guayaquil un tractat de pau definitiu (Tractat de Guayaquil) que estipulava, entre altres coses, que els límits entre Perú i la Gran Colòmbia serien els mateixos que existien abans de la independència, cosa que evidentment deixava en l'aire quins eren aquests límits «anteriors».
Per determinar aquesta frontera es va crear una comissió mixta de fixació de límits, el resultat de la qual quedà fixat en l'anomenat Tractat Pedemonte-Mosquera de 1830, segons el qual la línia Túmbes - Macará i el riu Marañón marcaven la frontera entre Perú i la Gran Colòmbia i la zona de Maynas quedava en poder del Perú. Nogensmenys, quan es van finalitzar els treballs de la comissió, la Gran Colòmbia ja havia deixat d'existir i, en el seu lloc, s'havia proclamat la nova República de l'Equador. Aquest és l'argument del Perú per declarar invàlid el tractat, ja que fa referència a una delimitació entre països que ja no existeixen.

### Les relacions i acords posteriors
El 1887, de mutu acord, ambdós governs van firmar el Conveni Arbitral Espinoza-Bonifaz, establint que les parts s'atindrien al laude arbitral que emetés el rei d'Espanya. El 1890 es va redactar el Tractat Herrera-García i es va pensar que resoldria d'una vegada la disputa de límits. Tanmateix, a última hora, el parlament del Perú es va negar a ratificar-lo i les negociacions van tornar a un punt mort. Ja el 1910 ambdós països rebutjaren el laude del rei d'Espanya i van tornar a la reclamació de les seves màximes aspiracions territorials.
Després de la firma del Tractat Salomón-Lozano, el març de 1922, es va generar una altra disputa que va afavorir Colòmbia davant del Perú i de l'Equador: el  riu Putumayo es va acceptar com a frontera entre Colòmbia i Perú. Sota la pressió dels Estats Units perquè acceptés un tractat que era impopular, el president peruà Augusto Leguía va remetre el document al parlament el desembre de 1927. El tractat també era impopular a l'Equador, que es va veure envoltat a l'est pel Perú. L'aspiració territorial peruana va ser reconeguda com a legítima per les autoritats colombianes, però no per les equatorianes, i en qualsevol cas tampoc quedava clara la delimitació fronterera entre el Perú i l'Equador.
El 1936 es va arribar a un cert statu quo, en el qual els dos països determinaren quin era el territori amazònic que ocupaven de forma efectiva, però que no aturà les constants reivindicacions d'una banda i l'altra. Nogensmenys, aquesta delimitació serví de base al futur Protocol de Rio de Janeiro.

## L'enfrontament armat de 1941
Tractant d'afirmar les seves aspiracions territorials en una regió pròxima al riu Marañón, l'Equador va ocupar militarment Zarumilla, població situada en territori considerat peruà, a començaments de juliol de 1941. L'exèrcit peruà va respondre immediatament fent front a les forces equatorianes.
La resposta va ser un èxit per a les forces peruanes. L'aviació militar equatoriana solament comptava amb pocs avions d'entrenament i observació desarmats, mentre que els peruans comptaven amb desenes d'avions de tota classe i havien format una unitat paracaigudista a la zona i en va fer ús amb bon resultat (el primer combat en l'hemisferi sud en què van intervenir tropes aerotransportades): amb una gran ofensiva, el 25 de juliol, va ocupar gairebé tota la Província d'El Oro i posteriorment va aconseguir capturar Puerto Bolívar el 27 de juliol. Quan van cessar les operacions militars a finals de mes, l'exèrcit peruà havia aconseguit la possessió de la Província d'El Oro i bona part del territori selvàtic amazònic inclòs al tractat Pedemonte-Mosquera. Els primers dies d'agost l'exèrcit peruà encara va avançar una mica més, sobrepassant la línia de statu quo de 1936, i només es va aturar amb els combats de Porotillo i Panupali. La gran diferència d'efectius mobilitzats fou deguda, en part, al temor del president equatorià, Carlos Alberto Arroyo del Río, a ser víctima d'un cop d'estat, i per això mantingué les millors tropes a prop de la capital i trigà a enviar reforços cap al sud.

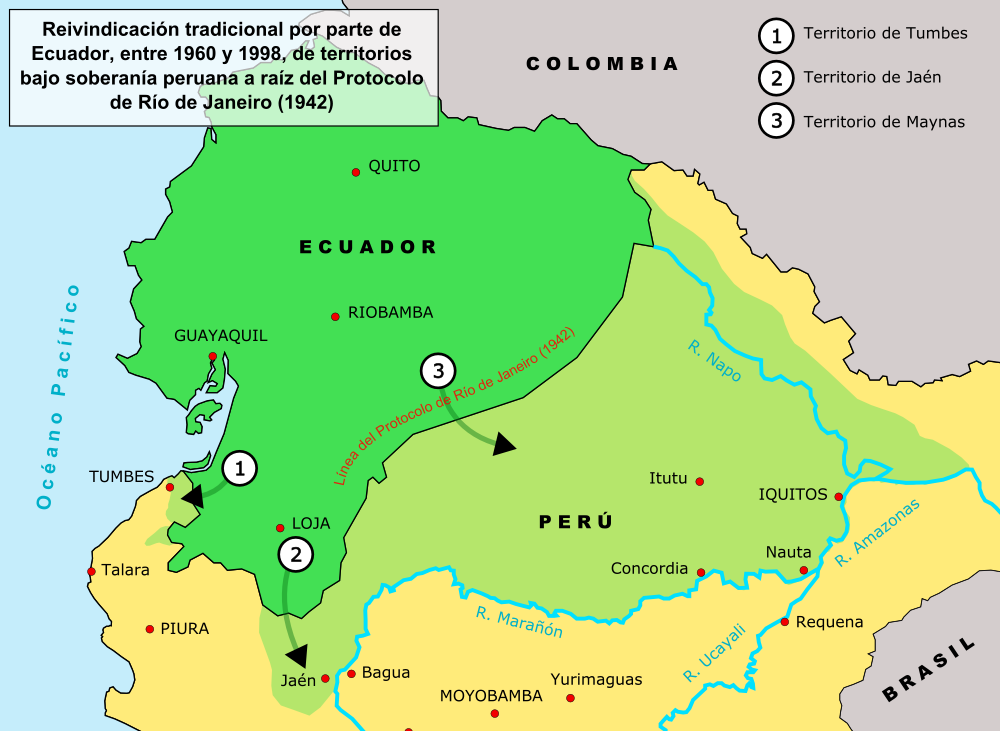
Punts de conflicte resultants del Protocol de Rio de Janeiro.

En aquesta situació el gener de 1942 es va celebrar a Rio de Janeiro la reunió de primers ministres d'Amèrica, amb l'objectiu de consolidar la posició continental davant de l'agressió japonesa a Pearl Harbor. Les pressions van ser fortes perquè se solucionés aquest conflicte ràpidament, que no interessava en absolut als Estats Units. L'Equador es va veure obligat a subscriure l'anomenat Protocol de Rio de Janeiro, després de la insistència del govern peruà en no tornar la província d'El Oro fins que s'hagués firmat un tractat.

## El Protocol de Rio de Janeiro
El Protocol de Rio de Janeiro de 1942 establia les fronteres entre ambdós països seguint aproximadament la línia de statu quo de 1936, que coincideix amb la línia que uneix els punts en què els rius de la conca amazònica es fan navegables.
En alguns punts del traçat, però, la demarcació fronterera resultà poc clara, especialment a la zona de la serralada del Còndor (al sud) i a Lagartococha (al nord). En determinats moments, això serví d'excusa a l'Equador per reclamar la nul·litat integral del Protocol i mantenir les seves aspiracions amazòniques (especialment durant governs populistes, com el de José María Velasco Ibarra). La majoria de vegades, però, s'ha limitat a servir d'excusa per a reclamacions frontereres menors i ha estat la causa del conflicte de Paquisha de 1981 i la guerra del Cenepa de 1995, en la que el relatiu 'èxit' equatorià inicià el procés que duria a la firma de l'Acta de Brasilia de 1998, que va ratificar el Protocol de Rio de Janeiro. amb què sembla que finalment les disputes territorials entre l'Equador i el Perú han arribat a la seva fi.